# 十日町農業協同組合
十日町農業協同組合（とおかまちのうぎょうきょうどうくみあい、通称：十日町農協、愛称：JA十日町）は、新潟県十日町市に本店を置いていた農業協同組合。

## 事業
いずれも2014年度実績
- 信用事業
  - 融資残高、323億7,200万。
  - 貯金残高、1,396億7,000万。
- 共済事業
  - 長期共済保有高、5,114億。
  - 短期共済受入掛金総額、7億4,800万。
- 購買事業
  - 生産資材、20億3,000万。
  - 生活購買、15億200万。
- 販売事業
  - 米、36億8,400万。
  - きのこ、43億3,000万。
  - 畑作、4億2,300万。
  - 畜産物、8億5,800万。

## 本店・支店
| 店舗コード | 店舗名       | 所在地                      |
| ---------- | ------------ | --------------------------- |
| 001        | 本店         | 新潟県十日町市高山641-1     |
| 002        | 新座支店     | 新潟県十日町市新座甲823-1   |
| 003        | 大井田支店   | 新潟県十日町市四日町1436    |
| 004        | きたはら支店 | 新潟県十日町市中条己2924    |
| 007        | 吉田支店     | 新潟県十日町市高山字古道丙7 |
| 009        | 水沢支店     | 新潟県十日町市馬場丁1322-3  |
| 012        | 川治支店     | 新潟県十日町市山本1丁目222  |
| 016        | 十日町支店   | 新潟県十日町市本町2-350     |
| 021        | 川西支店     | 新潟県十日町市中屋敷644-1   |
| 031        | 中里支店     | 新潟県十日町市上山己3101-1  |
| 041        | 松代支店     | 新潟県十日町市松代2098-4    |
| 051        | 松之山支店   | 新潟県十日町市松之山1623-5  |

## 協同会社
- 株式会社ラポート十日町
  - Aコープ事業（7店舗）
  - 冠婚葬祭事業（虹のホール）
  - 旅行事業代理業（JTBラポートトラベルセンター）
  - リース事業（ラポートリース）
  - 生花、レストラン事業（らぽーとランド）
- 株式会社ぴっとランド
  - 車輌事業。
  - 農機、燃料、家電事業。
- 社会福祉法人やまびこ
  - 在宅介護支援センター。
  - ディーサービスセンター。
  - ホームヘルプサービス。

## 沿革
- 1998年（平成10年）- 3月1日、JA十日町市、JA中里村、JAしぶみの3JA（1市2町1村）の広域合併により、JA十日町が誕生。
  - 10月、社会福祉法人やまびこ設立。
- 2001年（平成13年）- 3月1日、JA新潟川西と合併。
  - 9月1日、本所新築。
- 2002年（平成14年）- 9月1日、協同会社（株）ぴっとランド設立（車輌事業を移管）
- 2003年（平成15年）- 3月1日、（株）ぴっとランドに農機、燃料、家電事業を移管。
- 2009年（平成21年）- 5月30日、四季彩館ベジぱーくを開業、食育体験施設「ベジきっちん」を併設。
- 2024年（令和6年）- 2月1日、当農協とJA越後おぢや・JA北魚沼・JA津南町が合併し、魚沼農業協同組合が発足（新設合併）[2]。本店と統一金融機関コードは、当組合のものを継承した。